# Cointelpro
Cointelpro, av myndigheterna skrivet COINTELPRO, var ursprungligen ett verktyg skapat av J. Edgar Hoover för att skapa splittring och oreda inom USA:s kommunistiska parti. Men under åren 1956–1971 (då Cointelpro upphörde) försökte man splittra en mängd organisationer och sammanslutningar som Vietnamrörelsen, Socialist Workers Party, Ku Klux Klan, Svarta pantrarna, Malcolm X Nation of Islam, Martin Luther Kings Southern Christian Leadership Conference, The Weather Underground med flera. 
Cointelpros arbetsmetoder tillät bland annat infiltration, långtgående psykologisk krigföring som kunde bestå av falska mediauppgifter, egentryckta propagandaskrifter som gjorde sken av att komma från organisationen ifråga, förfalskade brev och anonyma telefonsamtal. Genom FBI och polisväsendet kunde Cointelpro även ställa till juridiska besvär för den utvalda organisationen. Även Cointelpros befogenheter när det gällde användandet av våld överskred vanligt reglemente.